# Fusione aneutronica
La fusione aneutronica è qualsiasi forma di fusione nucleare in cui la maggior parte dell'energia rilasciata è trasportata da particelle cariche. Mentre le reazioni di fusione nucleare a soglia più bassa rilasciano fino all'80% della loro energia sotto forma di neutroni (senza carica), esistono anche reazioni in cui l'energia viene rilasciata sotto forma di particelle cariche, tipicamente protoni o particelle alfa. Ottenere la fusione aneutronica ridurrebbe notevolmente i problemi associati alle radiazioni di neutroni come danni ionizzanti, attivazione dei neutroni e requisiti di schermatura biologica, manipolazione a distanza e sicurezza.
Dal momento che è più semplice convertire l'energia delle particelle cariche in energia elettrica che convertirla da particelle non caricate, una reazione aneutronica sarebbe attraente per i sistemi di potenza. Alcuni sostenitori vedono il potenziale per una drastica riduzione dei costi convertendo l'energia direttamente in elettricità, nonché eliminando le radiazioni derivanti da neutroni, che sono difficili da schermare. Tuttavia, le condizioni richieste per sfruttare la fusione aneutronica sono generalmente molto più estreme di quelle richieste per il ciclo convenzionale del combustibile nucleare al deuterio - trizio (D-T).

## Reazioni candidate
Molte reazioni di fusione non hanno neutroni come prodotti in nessuno dei loro rami. Quelle con le sezioni trasversali più grandi sono le seguenti: 
| isotopi            | Reazione | Reazione | Reazione | Reazione | Reazione | Reazione | Reazione | Reazione | Reazione    |
| ------------------ | -------- | -------- | -------- | -------- | -------- | -------- | -------- | -------- | ----------- |
| Deuterio - Elio-3  | 2D       | +        | 3He      | →        |          | 4He      | +        | 1p       | + 18,3 MeV  |
| Deuterio - Litio-6 | 2D       | +        | 6Li      | →        | 2        | 4He      |          |          | + 22,4 MeV  |
| Proton - Litio-6   | 1p       | +        | 6Li      | →        |          | 4He      | +        | 3He      | + 4.0 MeV   |
| Elio-3 - Litio-6   | 3He      | +        | 6Li      | →        | 2        | 4He      | +        | 1p       | + 16,9 MeV  |
| Elio-3 - Elio-3    | 3He      | +        | 3He      | →        |          | 4He      | +        | 2 1p     | + 12,86 MeV |
| Proton - Litio-7   | 1p       | +        | 7Li      | →        | 2        | 4He      |          |          | + 17,2 MeV  |
| Proton - Boron-11  | 1p       | +        | 11B      | →        | 3        | 4He      |          |          | + 8,7 MeV   |
| Protone - Azoto    | 1p       | +        | 15N      | →        |          | 12C      | +        | 4He      | + 5,0 MeV   |

## Definizione
Le reazioni di fusione possono essere classificate in base alla neutronicità della reazione, che corrisponde alla frazione dell'energia di fusione rilasciata sotto forma di neutroni. Questo è un indicatore importante dell'entità dei problemi associati ai neutroni come danni da radiazioni, schermatura biologica, manipolazione a distanza e sicurezza. Lo stato del New Jersey ha definito una reazione aneutronica come una reazione in cui i neutroni non trasportano più dell'1% dell'energia liberata totale, sebbene molti articoli sulla fusione aneutronica includano reazioni che non soddisfano questo criterio.

### Tassi di reazione
La difficoltà di una reazione di fusione è caratterizzata dalla barriera di accensione, l'energia richiesta ai nuclei per superare la reciproca repulsione di Coulomb, mentre la velocità di reazione è proporzionale alla sezione nucleare ("σ"). In una reazione autosufficiente, la velocità di reazione è abbastanza elevata da mantenere la temperatura al di sopra della barriera di accensione.
Ogni dato dispositivo di fusione ha una pressione al plasma massima che può sostenere e un dispositivo economico funzionerebbe sempre vicino a questo massimo. Data questa pressione, la massima potenza di fusione si ottiene quando si sceglie la temperatura in modo che <σv> / T2 sia un massimo. Questa è anche la temperatura alla quale il valore del triplo prodotto nT τ richiesto per l'accensione è minimo, poiché quel valore richiesto è inversamente proporzionale a <σv> / T2
A causa del numero atomico più elevato (e quindi della carica più elevata) delle specie che reagiscono e della risultante barriera di Coulomb più alta, le reazioni aneutroniche sono più difficili della fusione D-T convenzionale e quindi richiedono temperature più elevate. La tabella seguente mostra la temperatura di accensione e la sezione trasversale per tre delle reazioni aneutroniche candidate, rispetto alla semplice reazione D-T.

## Sfide tecniche
Molte sfide rimangono prima della commercializzazione dei processi aneutronici.

### Temperatura
La grande maggioranza della ricerca sulla fusione è andata verso la fusione D-T, perché le sfide tecniche della fusione protone-boro sono così formidabili. La fusione protone-boro richiede energie ioniche o temperature quasi dieci volte superiori a quelle della fusione D-T. Per ogni data densità dei nuclei che reagiscono, la velocità di reazione per il protone-boro raggiunge la sua velocità di picco a circa 600 keV (6,6 miliardi di gradi Celsius o 6,6 gigakelvin) mentre D-T ha un picco a circa 66 keV (765 milioni di gradi Celsius o 0,765 gigakelvin). Per i concetti di confinamento a pressione limitata, le temperature operative ottimali sono circa 5 volte inferiori, ma il rapporto è ancora all'incirca dieci-a-uno.

### Equilibrio di potenza
La velocità di reazione di picco di p- 11B è solo un terzo di quella per D-T, che richiede un migliore confinamento del plasma. Il confinamento è generalmente caratterizzato dal tempo τ in cui l'energia deve essere mantenuta in modo tale che la potenza di fusione rilasciata superi la potenza richiesta per riscaldare il plasma. Possono essere derivati vari requisiti, più comunemente il prodotto della densità, n τ e il prodotto con la pressione nT τ, entrambi chiamati il criterio Lawson. L'n τ richiesto per p– 11B è 45 volte superiore a quello per D-T. L'nT τ richiesto è 500 volte superiore. Poiché le proprietà di confinamento degli approcci di fusione convenzionali, come il tokamak e la fusione a pellet laser, sono marginali, la maggior parte delle proposte aneutroniche utilizza concetti di confinamento radicalmente diversi.
Nella maggior parte dei plasmi di fusione, la radiazione bremsstrahlung è un importante canale di perdita di energia. Per la reazione p– 11B, alcuni calcoli indicano che la potenza del bremsstrahlung sarà almeno 1,74 volte maggiore della potenza di fusione. Il rapporto corrispondente per la reazione 3 He 3 Esso è solo leggermente più favorevole a 1.39. Ciò non è applicabile ai plasmi non neutrali e diverso nei plasmi anisotropi.
Nei progetti di reattori convenzionali, basati sul confinamento magnetico o inerziale, il bremsstrahlung può facilmente sfuggire al plasma ed è considerato un termine di pura perdita di energia. Le prospettive sarebbero più favorevoli se il plasma potesse riassorbire la radiazione. L'assorbimento avviene principalmente tramite scattering Thomson sugli elettroni, che ha una sezione trasversale totale di σ T = 6,65 × 10 −29 m². In una miscela 50-50 D-T questo corrisponde a un intervallo di 6,3 g/cm². Ciò è notevolmente superiore al criterio Lawson di ρ R > 1   g/cm², che è già difficile da raggiungere, ma potrebbe essere realizzabile in sistemi di confinamento inerziale.
Nei campi magnetici megatesla un effetto meccanico quantistico potrebbe sopprimere il trasferimento di energia dagli ioni agli elettroni. Secondo un calcolo, perdite di bremsstrahlung potrebbero essere ridotte alla metà della potenza di fusione o meno. In un forte campo magnetico la radiazione ciclotronica è persino maggiore della bremsstrahlung. In un campo di megatesla, un elettrone perderebbe la sua energia a causa della radiazione ciclotronica in pochi picosecondi se la radiazione potesse fuoriuscire. Tuttavia, in un plasma sufficientemente denso (n e > 2,5 × 10 30m −3, una densità maggiore di quella di un solido), la frequenza del ciclotrone è inferiore al doppio della frequenza del plasma. In questo caso ben noto, la radiazione ciclotronica è intrappolata all'interno del plasmoide e non può fuoriuscire, se non da uno strato superficiale molto sottile.
Sebbene i campi di megatesla non siano ancora stati raggiunti, sono stati prodotti campi di 0,3 megatesla con laser ad alta intensità, e campi di 0,02-0,04 megatesla sono stati osservati con il denso dispositivo di messa a fuoco al plasma.
A densità molto più elevate > e 6.7 × 10 34 m -3), gli elettroni saranno Fermi degenere, quali perdite Sopprime bremsstrahlung, sia direttamente sia riducendo trasferimento di energia dagli ioni agli elettroni. Se le condizioni necessarie possono essere raggiunte, la produzione netta di energia da p 11 B o D 3 può essere possibile. La probabilità di un reattore fattibile basato esclusivamente su questo effetto rimane tuttavia piuttosto bassa, poiché si prevede che il fattore di guadagno sia inferiore a 20, mentre in genere è considerato necessario un valore superiore a 200.

### Densità di potenza
In ogni progetto di centrale elettrica a fusione pubblicato, la parte dell'impianto che produce le reazioni di fusione è molto più costosa della parte che converte l'energia nucleare in elettricità. In tal caso, come in effetti nella maggior parte dei sistemi di alimentazione, la densità di potenza è una caratteristica importante. Raddoppiare la densità di potenza comporta il dimezzamento del costo per la produzione elettrica. Inoltre, il tempo di confinamento richiesto dipende dalla densità di potenza.
Tuttavia, non è banale confrontare la densità di potenza prodotta da diversi cicli di combustibile per fusione. Il caso più favorevole a p- 11B rispetto alla miscela D-T è un dispositivo (ipotetico) di confinamento che funziona bene solo a temperature ioniche superiori a circa 400 keV, in cui il parametro della velocità di reazione <σ v > è uguale per i due combustibili, e che funziona a bassa temperatura elettronica. La reazione p– 11B non richiede un tempo di confinamento lungo, poiché l'energia dei suoi prodotti caricati è due volte e mezzo superiore a quella di D-T. Tuttavia, considerando gli elettroni caldi e consentendo alla reazione D-T di funzionare a una temperatura più bassa o includendo l'energia dei neutroni nel calcolo, il vantaggio della densità di potenza si sposta a favore di D-T.
Il presupposto più comune è di confrontare le densità di potenza alla stessa pressione, scegliendo la temperatura di ioni per ciascuna reazione per massimizzare la densità di potenza e con la temperatura dell'elettrone uguale alla temperatura di ione. Sebbene gli schemi di confinamento possano essere e talvolta siano limitati da altri fattori, la maggior parte degli schemi ben studiati ha un certo limite di pressione. In base a questi presupposti, la densità di potenza per p - 11B è circa 2.100 volte inferiore a quella per DT. L'uso di elettroni freddi riduce il rapporto a circa 700. Questi numeri sono un'altra indicazione che il potere di fusione aneutronica non è possibile con i concetti di confinamento della linea principale.

## Ricerca
- Lawrenceville Plasma Physics ha pubblicato i primi risultati e delineato una teoria e un programma sperimentale per la fusione aneutronica con il Dense Plasma Focus (DPF)[13][14] Lo sforzo privato è stato inizialmente finanziato dal Jet Propulsion Laboratory della NASA.[15] Il supporto per altre indagini sulla fusione aneutronica di DPF è arrivato dall'Air Force Research Laboratory.[16]
- La fusione di Polywell è stata introdotta dal defunto Robert W. Bussard e finanziata dalla Marina degli Stati Uniti, usa il confinamento elettrostatico inerziale. La ricerca continua presso l'azienda da lui fondata, EMC2.[17][18]
- Tri Alpha Energy, Inc. sta perseguendo la fusione aneutronica nel reattore a fusione a fascio collettivo (CBFR) basato sul riscaldamento elettromagnetico, l'accelerazione, la collisione e la fusione di due toroidi compatti nella configurazione a inversione di campo a velocità supersoniche.[19][20][21]
- La macchina Z del Sandia National Laboratory, un dispositivo z-pizzico, può produrre energie ioniche interessanti per le reazioni idrogeno-boro, fino a 300 keV.[22] I plasmi di non equilibrio di solito hanno una temperatura elettronica superiore alla loro temperatura ionica, ma il plasma nella macchina Z ha uno speciale stato di non equilibrio ripristinato, in cui la temperatura ionica è 100 volte superiore alla temperatura elettronica. Questi dati rappresentano un nuovo campo di ricerca e indicano che le perdite di Bremsstrahlung potrebbero in effetti essere inferiori a quanto precedentemente previsto in tale progetto.
- HB11 Energy, una società spin-off australiana creata nel settembre 2017.[23] Sviluppa un'amplificazione a doppio impulso cinguettio[24] con tecnica al protone-boro guidata dal laser con una reazione a valanga che offre un miglioramento del rendimento della fusione aumentato di un miliardo di volte rispetto ad altri precedenti sistemi di fusione a confinamento inerziale. Possiede i brevetti del fisico teorico UNSW Heinrich Hora.[25][26][27]

Nessuno di questi sforzi ha ancora testato il suo dispositivo con combustibile idrogeno-boro, quindi le prestazioni previste si basano sull'estrapolazione dalla teoria, dai risultati sperimentali con altri combustibili e dalle simulazioni.
- Un impulso di picosecondo di un laser da 10 terawatt ha prodotto fusioni aneutroniche di idrogeno-boro per una squadra russa nel 2005.[28] Tuttavia, il numero delle particelle α risultanti (circa 103 per impulso laser) era basso.
- Un team di ricerca francese ha  fuso protoni e nuclei di boro-11 usando un fascio di protoni accelerato con laser e un impulso laser ad alta intensità, su fusenet.eu. URL consultato il 6 giugno 2020 (archiviato dall'url originale il 2 dicembre 2014).. Nell'ottobre 2013 hanno riferito di circa 80 milioni di fusioni   reazioni durante un impulso laser da 1,5 nanosecondi.[29]
- Nel 2016, un team dell'Accademia cinese delle scienze di Shanghai ha prodotto un impulso laser di 5,3 petawatt con Superintense Ultrafast Laser Facility (SULF) e sarebbe in grado di raggiungere 10 petawatt con la stessa attrezzatura. Il team sta ora costruendo un laser da 100 petawatt, la Station of Extreme Light (SEL) prevista per essere operativa entro il 2023. Sarebbe in grado di produrre antiparticelle (coppie elettrone-positrone) dal vuoto. Un progetto europeo simile esiste anche per lo stesso lasso di tempo, un laser a 200 PW noto come Extreme Light Infrastructure (ELI). Sebbene attualmente questi due progetti non coinvolgano la ricerca sulla fusione aneutronica, mostrano come l'energia nucleare aneutronica possa trarre vantaggio dalla corsa verso laser exawatt (10 18 W) e persino zettawatt (10 21 W).[30]

## Combustibili candidati

### Elio-3
La reazione 3He-D è stata studiata come plasma di fusione alternativo perché è il carburante con la soglia di energia più bassa per la reazione di fusione aneutronica.
Le velocità di reazione protone-litio-6, elio-3-litio ed elio-3-elio-3 non sono particolarmente elevate in un plasma termico. Se trattati come una catena, tuttavia, offrono la possibilità di una maggiore reattività a causa di una distribuzione non termica. Il prodotto 3He della reazione protone-litio-6 potrebbe partecipare alla seconda reazione prima della termalizzazione e il prodotto p dell'elio-3-litio potrebbe partecipare alla prima prima della termalizzazione. Sfortunatamente, analisi dettagliate non mostrano un sufficiente potenziamento della reattività per superare la sezione intrinsecamente bassa.
La reazione 3He soffre di un problema di disponibilità dell'elio-3. 3He si presenta solo in minuscole quantità naturalmente sulla Terra, quindi dovrebbe essere generato da reazioni di neutroni (contrastando il potenziale vantaggio della fusione aneutronica) o estratto da fonti extraterrestri.
La quantità di carburante all'elio-3 necessaria per applicazioni su larga scala può anche essere espressa in termini di consumo totale: secondo l'Energy Information Administration degli Stati Uniti, "Il consumo di elettricità di 107 milioni di famiglie statunitensi nel 2001 è stato di 1.140 miliardi di kW · h" (1,14 × 10 15 W · h). Supponendo ancora una volta un'efficienza di conversione del 100%, sarebbero necessarie 6,7 tonnellate all'anno di elio-3 per quel segmento della domanda energetica degli Stati Uniti, da 15 a 20 tonnellate all'anno, data un'efficienza di conversione end-to-end più realistica. L'estrazione di tale quantità di elio-3 puro comporterebbe l'elaborazione di 2 miliardi di tonnellate di materiale lunare all'anno, anche ipotizzando un tasso di recupero del 100%.

### Deuterio
Sebbene le reazioni al deuterio (deuterio + elio-3 e deuterio + litio-6) non rilasciano di per sé neutroni, in un reattore a fusione il plasma produrrebbe anche reazioni collaterali DD che determinano il prodotto di reazione dell'elio-3 più un neutrone. Sebbene la produzione di neutroni possa essere minimizzata facendo funzionare una reazione al plasma calda e magra del deuterio, la frazione di energia rilasciata come neutroni è probabilmente di diversi percento, quindi questi cicli di carburante, sebbene poveri di neutroni, non soddisfano la soglia dell'1%. La reazione D- 3He soffre anche del problema della disponibilità di 3He fuel, come discusso sopra.

### Litio
Le reazioni di fusione che coinvolgono il litio sono ben studiate grazie all'uso del litio per l'allevamento del trizio nelle armi termonucleari. Sono intermedi in difficoltà di accensione tra le reazioni che coinvolgono specie con numero atomico inferiore, H e He, e la reazione 11B.
La reazione p 7Li, sebbene altamente energetica, rilascia neutroni a causa dell'alta sezione trasversale per la reazione alternata che produce neutroni 1p + 7Li → 7Be + n

### Boro
Per i motivi di cui sopra, molti studi sulla fusione aneutronica si concentrano sulla reazione p - 11B, che utilizza un carburante relativamente facilmente disponibile. La fusione del nucleo di boro con un protone produce energiche particelle alfa (nuclei di elio).
Poiché l'accensione della reazione p- 11B è molto più difficile della reazione DT studiata nella maggior parte dei programmi di fusione, vengono solitamente proposte alternative ai soliti reattori a fusione tokamak, come la fusione a confinamento inerziale laser. Un metodo proposto per produrre fusione protone-boro utilizza un laser per creare un plasma al boro-11 e un altro per creare un flusso di protoni che si schiantano nel plasma. Il raggio di protoni generato dal laser produce un aumento di dieci volte della fusione del boro perché i protoni e i nuclei di boro si scontrano direttamente. I metodi precedenti utilizzavano un bersaglio di boro solido, "protetto" dai suoi elettroni, che riduceva la velocità di fusione. Gli esperimenti suggeriscono che un impulso laser su scala di petawatt potrebbe lanciare una reazione di fusione "a valanga". Questa possibilità, tuttavia, rimane altamente controversa. Il plasma dura circa un miliardesimo di secondo e richiede che l'impulso dei protoni, che dura un trilionesimo di secondo, sia sincronizzato con precisione. A differenza dei metodi convenzionali, questo approccio non richiede che il plasma sia limitato magneticamente. Il fascio di protoni è preceduto da un fascio di elettroni, generato dallo stesso laser, che allontana gli elettroni nel plasma di boro, consentendo ai protoni più possibilità di scontrarsi con i nuclei di boro e iniziare la fusione.

#### Radiazione residua
Calcoli dettagliati mostrano che almeno lo 0,1% delle reazioni in un plasma termico p- 11 B produrrebbe neutroni e l'energia di questi neutroni rappresenterebbe meno dello 0,2% dell'energia totale rilasciata.
Questi neutroni provengono principalmente dalla reazione
11B + α → 14N + n + 157 keV
La reazione stessa produce solo 157 keV, ma il neutrone trasporterà una grande frazione dell'energia alfa, che sarà vicina alla fusione E / 3 = 2,9 MeV. Un'altra fonte significativa di neutroni è la reazione
11B + p → 11C + n - 2,8 MeV.
Questi neutroni sono meno energetici, con un'energia paragonabile alla temperatura del carburante. Inoltre, l'11C stesso è radioattivo, ma decade rapidamente a 11B con un'emivita di soli 20 minuti.
Poiché queste reazioni coinvolgono i reagenti e i prodotti della reazione di fusione primaria, sarebbe difficile ridurre ulteriormente la produzione di neutroni di una frazione significativa. Un intelligente schema di confinamento magnetico potrebbe in linea di principio sopprimere la prima reazione estraendo gli alfa non appena vengono creati, ma la loro energia non sarebbe disponibile per mantenere caldo il plasma. In linea di principio, la seconda reazione potrebbe essere soppressa rispetto alla fusione desiderata rimuovendo la coda ad alta energia della distribuzione ionica, ma ciò sarebbe probabilmente vietato dalla potenza richiesta per impedire la distribuzione del riscaldamento.
Oltre ai neutroni, bremsstrahlung produrrebbe grandi quantità di raggi X duri e i raggi gamma 4, 12 e 16 MeV saranno prodotti dalla reazione di fusione
11B + p → <sup id="mwAgs">12</sup> C + γ + 16,0 MeV
con una probabilità di ramificazione relativa alla reazione di fusione primaria di circa 10−4.
L'idrogeno deve essere isotopicamente puro e l'afflusso di impurità nel plasma deve essere controllato per prevenire reazioni collaterali che producono neutroni come:
11B + d → 12C + n + 13,7 MeV
d + d → 3He + n + 3,27 MeV
Il design di schermatura riduce la dose professionale di radiazioni di neutroni e gamma agli operatori a un livello trascurabile. I componenti primari sarebbero l'acqua per moderare i neutroni veloci, il boro per assorbire i neutroni moderati e il metallo per assorbire i raggi X. Lo spessore totale è stimato in circa un metro, principalmente acqua.

## Cattura dell'energia
La fusione aneutronica produce energia sotto forma di particelle cariche invece di neutroni. Ciò significa che l'energia della fusione aneutronica potrebbe essere catturata usando la conversione diretta invece del ciclo del vapore che viene utilizzato per i neutroni. Le tecniche di conversione diretta possono essere induttive, basate su cambiamenti nei campi magnetici, elettrostatiche, basate su particelle cariche pitting contro un campo elettrico o fotoelettriche, in cui viene catturata energia luminosa. In una modalità pulsata, si potrebbero usare tecniche induttive.
La conversione diretta elettrostatica utilizza il movimento di particelle cariche per creare tensione. Questa tensione guida l'elettricità in un filo. Questo diventa energia elettrica, il contrario della maggior parte dei fenomeni che usano una tensione per mettere in moto una particella. La conversione diretta dell'energia fa il contrario. Usa il movimento di una particella per produrre una tensione. È stato descritto come un acceleratore lineare che corre all'indietro. Un primo sostenitore di questo metodo fu Richard F. Post presso Lawrence Livermore. Ha proposto di catturare l'energia cinetica delle particelle cariche mentre venivano esaurite da un reattore a fusione e convertirlo in tensione per guidare la corrente in un filo. Post ha contribuito a sviluppare le basi teoriche della conversione diretta, che è stata successivamente dimostrata da Barr e Moir. Nel 1981 hanno dimostrato un'efficienza di cattura dell'energia del 48 percento con l'esperimento su specchio tandem.
La fusione aneutronica perde gran parte della sua energia come luce. Questa energia deriva dall'accelerazione e decelerazione delle particelle cariche. Questi cambiamenti di velocità possono essere causati da radiazioni Bremsstrahlung o radiazioni ciclotrone o radiazioni sincrotrone o interazioni del campo elettrico. La radiazione può essere stimata usando la formula di Larmor e arriva nei raggi X, IR, UV e spettro visibile. Parte dell'energia irradiata come raggi X può essere convertita direttamente in elettricità. A causa dell'effetto fotoelettrico, i raggi X che attraversano una serie di fogli conduttori trasferiscono parte della loro energia agli elettroni, che possono quindi essere catturati elettrostaticamente. Poiché i raggi X possono attraversare uno spessore del materiale molto maggiore rispetto agli elettroni, sono necessarie centinaia o migliaia di strati per assorbire i raggi X.

### Annotazioni
1. ↑  Vedi il Criterio di Lawson: 
«Un plasma viene "acceso" se le reazioni di fusione producono energia sufficiente per mantenere la temperatura senza riscaldamento esterno.»
2. ↑  Both figures assume the electrons have the same temperature as the ions. If operation with cold electrons is possible, as discussed below, the relative disadvantage of p–11B would be a factor of three smaller, as calculated here.
3. ↑  Vedi anche neutralità, requisiti di confinamento e densità di potenza
4. ↑  Vedi anche le perdite di bremsstrahlung nei plasmi isotropici quasineutrali
5. ↑  mi/σT = 2.5×(1.67×10−24 g)/(6.65×10−25 cm²) = 6.28 g/cm²
6. ↑  Assuming 1 MT field strength. This is several times higher than solid density.
7. ↑  The magnetic pressure at 1 MT would be 4×1011 MPa. For comparison, the tensile strength of stainless steel is typically 600 MPa.
8. ↑  Comparing two different types of power systems involves many factors in addition to the power density. Two of the most important are the volume in which energy is produced in comparison to the total volume of the device, and the cost and complexity of the device. In contrast, the comparison of two different fuel cycles in the same type of machine is generally much more robust.
9. ↑  Vedi Elio-3.
10. ↑  As with the neutron dose, shielding is essential with this level of gamma radiation. The neutron calculation in the previous note would apply if the production rate is decreased a factor of ten and the quality factor is reduced from 20 to 1. Without shielding, the occupational dose from a small (30 kW) reactor would still be reached in about an hour.

### Fonti
1. 1 2 3   A. A. Harms, Klaus F. Schoepf e David Ross Kingdon, Principles of Fusion Energy: An Introduction to Fusion Energy for Students of Science and Engineering, World Scientific, 2000,  pp. 8-11, ISBN 978-981-238-033-3.
2. ↑   Larry T. Cox Jr., Franklin B. Mead Jr. e Chan K. Choi Jr., Thermonuclear Reaction Listing with Cross-Section Data for Four Advanced Reactions, in Fusion Technology, vol. 18, n. 2, 1990.
3. ↑   Assembly, No. 2731, State of New Jersey, 212th legislature, su njleg.state.nj.us, A2731, 2 marzo 2006. URL consultato il 1º aprile 2012 (archiviato dall'url originale il 24 febbraio 2021).
4. ↑   J. Reece Roth, "Space Applications of Fusion Energy", in Fusion Technology, vol. 15, n. 3, 1989. URL consultato il 7 maggio 2019.
5. ↑  Rainer Feldbacher and Manfred Heindler (1 August 1988). "Basic cross section data for aneutronic reactor", Nuclear Instruments and Methods in Physics Research Section A: Accelerators, Spectrometers, Detectors and Associated Equipment, Volume 271, No 1, pp 55-64.  DOI: 10.1016/0168-9002(88)91125-4, su sciencedirect.com..
6. ↑   Lecture 3: Accelerated charges and bremsstrahlung, su astro.utu.fi. URL consultato il 6 marzo 2020 (archiviato dall'url originale il 6 febbraio 2012)., lecture notes in astrophysics from Chris Flynn, Tuorla Observatory
7. ↑  Robert W. B. Best. "Advanced Fusion Fuel Cycles". Fusion Technology, Vol. 17 (July 1990), pp. 661–5.
8. ↑  G.S. Miller, E.E. Salpeter, and I. Wasserman, Deceleration of infalling plasma in the atmospheres of accreting neutron stars. I. Isothermal atmospheres, Astrophysical Journal, 314: 215–233, 1987 March 1. In one case, they report an increase in the stopping length by a factor of 12.
9. ↑  E.J. Lerner, Prospects for p11B fusion with the Dense Plasma Focus: New Results (Proceedings of the Fifth Symposium on Current Trends in International Fusion Research), 2002, https://arxiv.org/abs/physics/0401126
10. ↑   "X-ray Polarization Measurements at Relativistic Laser Intensities" (PDF), su jasmine.kues.kyoto-u.ac.jp (archiviato dall'url originale il 21 luglio 2007)., P. Beiersdorfer, et al.
11. ↑  Bostick, W.H. et al., Ann. NY Acad. Sci., 251, 2 (1975)
12. ↑   S. Son e N.J. Fisch, Aneutronic fusion in a degenerate plasma (PDF), in Physics Letters A, vol. 329, 1–2, 2004,  pp. 76-82, Bibcode:2004PhLA..329...76S, DOI:10.1016/j.physleta.2004.06.054.
13. ↑   Eric J. Lerner, Theory and Experimental Program for p-B11 Fusion with the Dense Plasma Focus, in Journal of Fusion Energy, vol. 30, n. 5, 28 gennaio 2011,  pp. 367-376, Bibcode:2011JFuE...30..367L, DOI:10.1007/s10894-011-9385-4.
14. ↑   Focus Fusion: The Fastest Route to Cheap, Clean Energy, su video.google.com.
15. ↑  JPL Contract 959962, JPL Contract 959962
16. ↑   University of Illinois Space Propulsion, su focusfusion.org (archiviato dall'url originale il 26 gennaio 2011).
17. ↑  Bussard, R. W. & Jameson L. W.,  Inertial-Electrostatic-Fusion Propulsion Spectrum: Air-Breathing to Interstellar Flight, su aiaa.org (archiviato dall'url originale il 30 settembre 2007)., Journal of Propulsion and Power Vol. 11, No. 2, March–April 1995
18. ↑   Should Google go Nuclear?, su video.google.com. URL consultato il 6 marzo 2020 (archiviato dall'url originale il 10 novembre 2007). – A video of Dr. Bussard presenting his concept to an audience at Google
19. ↑   Norman Rostoker, Michl W. Binderbauer e Hendrik J. Monkhorst, Colliding Beam Fusion Reactor, in Science, vol. 278, n. 5342, American Association for the Advancement of Science, 21 novembre 1997,  pp. 1419-1422, Bibcode:1997Sci...278.1419R, DOI:10.1126/science.278.5342.1419, PMID 9367946.
20. ↑   Copia archiviata (PDF). URL consultato il 6 marzo 2020 (archiviato dall'url originale il 30 settembre 2020).
21. ↑   Copia archiviata (PDF). URL consultato il 6 marzo 2020 (archiviato dall'url originale l'8 marzo 2016).
22. ↑  Malcolm Haines et al., Viscous Heating of Ions through Saturated Fine-Scale MHD Instabilities in a Z-Pinch at 200–300 keV Temperature; Phys. Rev. Lett. 96, 075003 (2006)
23. ↑   hb11.energy, su HB11 Energy website.
24. ↑  (EN) Loz Blain, Radical hydrogen-boron reactor leapfrogs current nuclear fusion tech, su New Atlas, 21 febbraio 2020. URL consultato il 22 febbraio 2020.
25. ↑   H. Hora, S. Eliezer e G.J. Kirchhoff, Road map to clean energy using laser beam ignition of boron-hydrogen fusion, in Laser and Particle Beams, vol. 35, n. 4, 12 dicembre 2017,  pp. 730-740, Bibcode:2017LPB....35..730H, DOI:10.1017/S0263034617000799.
26. ↑   Brian Wang, Breakthroughs could make commercial laser nuclear fusion through billion times improvements in yield, su NextBigFuture, 13 dicembre 2017.
27. ↑   Wilson Da Silva, Laser-boron fusion now 'leading contender' for energy, in UNSW Newsroom, 14 dicembre 2017.
28. ↑   V.S. Belyaev, Observation of neutronless fusion reactions in picosecond laser plasmas (PDF), in Physical Review E, vol. 72, n. 2, 2005, Bibcode:2005PhRvE..72b6406B, DOI:10.1103/physreve.72.026406., citato in news@nature.com il 26 agosto 2005:  Lasers trigger cleaner fusion (PDF), su fire.pppl.gov.
29. ↑   Record proton-boron fusion rate achieved | FuseNet, su fusenet.eu. URL consultato l'11 ottobre 2016 (archiviato dall'url originale il 2 dicembre 2014).
30. ↑   Biran Wang, 100 Petawatt lasers could generate antimatter from vacuum and create commercial nuclear fusion, su NextBigFuture, 2 febbraio 2018.
31. ↑  S. G. Mashnik, M. B. Chadwick, H. G. Hughes, R. C. Little, R. E. MacFarlane, L. S. Waters, and P. G. Young, "7Li(p,n) NUCLEAR DATA LIBRARY FOR INCIDENT PROTON ENERGIES TO 150 MEV", Feb. 8, 2008.  ArXiv (PDF), su arxiv.org. URL consultato il 17 gennaio 2017.)
32. ↑   W. M. Nevins, A Review of Confinement Requirements for Advanced Fuels, in Journal of Fusion Energy, vol. 17, n. 1, 1998,  pp. 25-32, Bibcode:1998JFuE...17...25N, DOI:10.1023/A:1022513215080.
33. ↑   Pat Pilcher, Fusion breakthrough a magic bullet for energy crisis?, in The Independent, London, 11 gennaio 2010. URL consultato il 25 aprile 2010.
34. ↑  (EN) Functional hydrogen-boron fusion could be here "within the next decade", powered by huge lasers, in ZME Science, 15 dicembre 2017. URL consultato il 16 dicembre 2017.
35. ↑   R. Cowen, Two-laser boron fusion lights the way to radiation-free energy, in Nature, 2013, DOI:10.1038/nature.2013.13914.
36. ↑   H. Hora, S. Eliezer e G. J. Kirchhoff, Road map to clean energy using laser beam ignition of boron-hydrogen fusion, in Laser and Particle Beams, vol. 35, n. 4, dicembre 2017,  pp. 730-740, Bibcode:2017LPB....35..730H, DOI:10.1017/s0263034617000799, ISSN 0263-0346 (WC · ACNP).
37. ↑   F. Belloni, D. Margarone e A. Picciotto, On the enhancement of p-11B fusion reaction rate in laser-driven plasma by α → p collisional energy transfer, in Physics of Plasmas, vol. 25, n. 2, febbraio 2018,  p. 020701, DOI:10.1063/1.5007923.
38. ↑  W. Kernbichler, R. Feldbacher, M. Heindler. "Parametric Analysis of p–11B as Advanced Reactor Fuel" in Plasma Physics and Controlled Nuclear Fusion Research (Proc. 10th Int. Conf., London, 1984) IAEA-CN-44/I-I-6. Vol. 3 (IAEA, Vienna, 1987).
39. ↑  El Guebaly, Laial, A., Shielding design options and impact on reactor size and cost for the advanced fuel reactor Aploo, Proceedings- Symposium on Fusion Engineering, v.1, 1989, pp.388–391. This design refers to D–He3, which actually produces more neutrons than p–11B fuel.
40. ↑  Miley, G.H., et al., Conceptual design for a B-3He IEC Pilot plant, Proceedings—Symposium on Fusion Engineering, v. 1, 1993, pp. 161–164; L.J. Perkins et al., Novel Fusion energy Conversion Methods, Nuclear Instruments and Methods in Physics Research, A271, 1988, pp. 188–96
41. ↑  Moir, Ralph W. "Direct Energy Conversion in Fusion Reactors." Energy Technology Handbook 5 (1977): 150-54. Web. 16 Apr. 2013.
42. ↑  "Mirror Systems: Fuel Cycles, Loss Reduction and Energy Recovery" R.F. Post, BNES nuclear Fusion Reactor Conference at Culham Labs, September 1969
43. ↑  "Experimental Results from a beam Direct Converter at 100 kV" W. L. Barr, R. W. Moir and G Hamilton, December 3, 1981, Journal of Fusion Energy Vol 2, No. 2, 1982
44. ↑  Quimby, D.C., High Thermal Efficiency X-ray energy conversion scheme for advanced fusion reactors, ASTM Special technical Publication, v.2, 1977, pp. 1161–1165